# NGC 5057
NGC 5057 ist eine 13,5 mag helle Linsenförmige Galaxie vom Hubble-Typ S0 im Sternbild Haar der Berenike am Nordsternhimmel. Sie ist schätzungsweise 264 Millionen Lichtjahre von der Milchstraße entfernt und hat einen Durchmesser von etwa 100.000 Lichtjahren. 

Im selben Himmelsareal befinden sich u. a. die Galaxien NGC 5041, NGC 5056, NGC 5065, NGC 5074.
Das Objekt wurde am 13. März 1785 vom deutsch-britischen Astronomen Wilhelm Herschel mit einem 18,7-Zoll-Spiegelteleskop entdeckt, der dabei „Two. The preceding vF, vS. The following 7′ or 8′ N.f. the first, vF, vS“ notierte. Die Erstgenannte ist NGC 5056, die zweite Galaxie ist NGC 5057.